# Geranium simense
Geranium simense là một loài thực vật có hoa trong họ Mỏ hạc. Loài này được Hochst. ex A.Rich. mô tả khoa học đầu tiên năm 1847.